# Boaventura de Sousa Santos
Boaventura de Sousa Santos   (Coïmbra, 15 de novembre de 1940) és un sociòleg portuguès, doctor per la Universitat Yale i catedràtic jubilat de la Universitat de Coïmbra. És director del Centre d'Estudis Socials i del Centre de Documentació 25 d'abril d'aquesta mateixa universitat, a més de professor distingit de l'Institute for Legal Studies de la Universitat de Wisconsin.
És considerat un intel·lectual de prestigi internacional en l'àrea de les ciències socials, molt estimat al Brasil per la seva participació en diverses edicions del Fòrum Social Mundial. Ha publicat treballs sobre globalització, sociologia del dret, epistemologia, democràcia i drets humans. Les seves obres s'han traduït a l'espanyol, l'anglès, l'italià, el francès, l'alemany i el xinès. El 25 de novembre de 2019 se li va atorgar el títol de doctor honoris causa de la Universitat de Costa Rica.
El gener de 2021, fou una de les 50 personalitats que signar el manifest «Dialogue for Catalonia», promogut per Òmnium Cultural i publicat a The Washington Post i The Guardian, a favor de l'amnistia dels presos polítics catalans i del dret d'autodeterminació en el context del procés independentista català. Els signants lamentaren la judicialització del conflicte polític català i conclogueren que aquesta via, lluny de resoldre'l, l'agreuja: «ha comportat una repressió creixent i cap solució». Alhora, feren una crida al «diàleg sense condicions» de les parts «que permeti a la ciutadania de Catalunya decidir el seu futur polític» i exigiren la fi de la repressió i l'amnistia per als represaliats.

## Trajectòria
Boaventura de Sousa Santos va obtenir la seva llicenciatura a la Universitat de Coïmbra el 1963, després de la qual va anar a Berlín per a matricular-se un curs de postgrau en jurisprudència. Va continuar estudiant per a obtenir un doctorat en Sociologia del dret a la Universitat Yale a finals dels anys 1960. Mentre continuava els seus estudis als Estats Units d'Amèrica va conèixer el Moviment afroamericà pels drets civils, la radicalització dels afroamericans en el moviment del Black Power, la resistència a la Guerra del Vietnam i la primera vaga estudiantil de Yale. Santos va fer classes amb John Niemeyer Findlay i va participar en grups d'estudi per llegir i debatre sobre El capital.
Després de doctorar-se, el professor Santos va viure a Berlín durant uns anys i va tornar a la seva ciutat natal, on va treballar un temps com a professor de la Facultat de Dret. El 1973, es va convertir en un dels fundadors de l'Escola d'Economia de la Universitat de Coïmbra, on va inaugurar un curs de Sociologia. A mitjan dècada de 1980, va començar a adoptar el rol d'un investigador social la comprensió del qual s'estenia més enllà de la visió occidental del món. Ha participat en recerques al Brasil, Cap Verd, Macau, Moçambic, Sud-àfrica, Colòmbia, Bolívia, Equador i l'Índia. Ha viatjat arreu, fent classes i conferències, al mateix temps que ampliava la seva gamma d'experiències d'aprenentatge en el procés.
Defensor de la idea que uns moviments socials forts són essencials per al control democràtic de la societat i l'establiment de formes de democràcia participativa, va ser inspirador i membre fundador el 1996 de l'Associació Cívica Pro Urbe.
També va ser un dels impulsors del Fòrum Social Mundial, l'esperit del qual considera essencial per als seus estudis de globalització contrahegemònica i per promoure la lluita per la «justícia cognitiva global», un concepte subjacent d'Epistemologias do sul.
El seu projecte més recent, «ALICE: portant a Europa a una nova forma de compartir les experiències del món» està finançat peel Consell Europeu d'Investigació. El projecte es va iniciar el juliol de 2011 i va permetre reunir un equip de joves investigadors de diferents països compromesos amb el desenvolupament col·lectiu de les línies de recerca que van sorgir de les premisses epistemològiques, teoricoanalítiques i metodològiques del seu treball. La idea principal que subjau a ALICE és crear un concepte descentralitzat del sud antiimperial en el qual Àfrica i Àsia trobin també el seu lloc en una conversa més àmplia i més alliberadora de la humanitat.

## Pensament

### Descolonitzar el saber
Boaventura de Sousa Santos creu en la importància dels científics socials que lluiten per l'objectivitat i no per la neutralitat. Els seus escrits es dediquen al desenvolupament d'una «sociologia de les emergències», que, segons ell, pretén valoritzar les més variades gammes d'experiències humanes, contraposant-se a una «sociologia de les absències», responsable del desaprofitament de l'experiència. És partidari del que anomena una «descolonització del saber» i d'una «ecologia del saber» contra el «pensament abismal» separat de les realitats concretes. Una herència contractualista ben marcada en les seves obres i els seus textos s'entrelliga amb una organització de contractes socials que siguin veritablement capaços de representar valors universals.
La seva trajectòria recent està marcada per la proximitat amb els moviments organitzadors i participatius del Fòrum Social Mundial i per la seva participació coordinant l'elaboració d'una obra col·lectiva de recerca anomenada «Reinventar l'emancipació social: per uns nous manifestos».

### Cap a una sociologia jurídica crítica
Santos ha estat involucrat en un autèntic procés de redescobriment del marxisme. Encara que n'ha reconegut els límits, Santos ha descrit al marxisme com un «descobriment continu». Mentre va residir a Berlín, es va trobar immers en una comunitat universitària que va generar valors democràtics encara en el context de la Guerra Freda. Estar a Berlín també li va permetre experimentar el contrast entre la influència comunista de la República Democràtica Alemanya i la ideologia neoliberal de la República Federal d'Alemanya.
La seva tesi doctoral ha estat considerada una fita en la Sociologia del dret. El 1970 va viatjar al Brasil per a realitzar treball de camp per a la seva tesi doctoral, centrada en l'organització social de la construcció de la legalitat paral·lela de les faveles i els assentaments il·legals. El seu treball de camp es va basar en l'observació participant en un barri depauperat de Rio de Janeiro, on va experimentar de primera mà la lluita dels exclosos contra l'opressió i com s'aprèn de la saviesa d'homes i dones que lluiten per la subsistència i pel reconeixement de la seva dignitat.
Aquest projecte ha estat present en la seva carrera, en llibres com a Sociología Jurídica crítica: Para un nuevo sentido común del derecho (2009) i, més recentment, La bifurcaciones del orden. Revolución, ciudad, campo e indignación (2018), entre d'altres.

## Algunes obres publicades
- 1987: Um Discurso Sobre as Ciências
- 1988: O Social e o Político na Transição Pós-moderna
- 1989: Introdução a uma ciência pós-moderna
- 1990: O Estado e a Sociedade em Portugal (1974-1988). Porto: Afrontamento.
- 1993: Portugal: um retrato singular, Porto: Afrontamento.
- 1994: Pela mão de Alice - o social e o político na pós-modernidade Porto: Afrontamento.
- 2000 Para uma concepção pós-moderna do direito. Acrítica da razão indolente: contra o desperdício da experiência, Porto: Afrontamento.
- 2001: Globalização: Fatalidade ou Utopia?, Porto: Afrontamento.
- 2004 : Escrita INKZ, Rio de Janeiro: Aeroplano.
- 2005: A Universidade do Século XXI: para uma reforma democrática e emancipatória da Universidade. 2.ed. São Paulo: Cortez Editora.
- 2005: O Fórum Social Mundial: manual de uso. São Paulo: Cortez Editora.
- 2006 : Viagem ao centro da pele. Rio de Janeiro: Revista Confraria do Vento.
- 2006 : A gramática do tempo: para uma nova cultura política, S. Paulo, Porto : Cortez Ed., Afrontamento.
- 2006 : The Heterogeneous State and Legal Pluralism in Mozambique, Law & Society Review, 40, 1: 39-75.
- 2007: La Reinvención del Estado y el Estado Plurinacional. Cochabamba: Alianza Internacional CENDA-CEJIS-CEDIB, Bolívia
- 2007: El derecho y la globalización desde abajo. Amb Rodriguez Garavito, César A. (Orgs), México: Anthropos.
- Cognitive Justice in a Global World: Prudent Knowledge for a Decent Life (Org.). Lanham: Lexington.
- 2007: Para uma revolução democrática da justiça. São Paulo: Cortez Editora.
- 2008 Conocer desde el Sur: Para una cultura política emancipatoria. La Paz: Plural Editores.
- 2008: Diritto ed emancipazione sociale. Troina: Città Aperta Edizioni
- 2008: As Vozes do Mundo. Porto: Edições Afrontamento.
- A universidade no século XXI. Para uma universidade nova (amb Naomar de Almeida Filho). Coimbra: Edições Almedina, 2008.
- 2009: Epistemologias do sul. Amb Maria Paula, Coimbra: Edições Almedina.
- 2009: Sociología Jurídica crítica: Para un nuevo sentido común del derecho. Madrid: Editorial Trotta.
  - 2010: Refundación del estado en América Latina: Perspectivas desde una epistemología del sur. México: Siglo XXI Editores. ISBN 9786070302428
  - 2010: Descolonizar el saber, reinventar el poder. Uruguay: Trilce Editorial. ISBN 978-9974-32-546-3
  - 2011: Para descolonizar el occidente. Más allá del pensamiento abismal. San Cristóbal de las Casas, Chiapas: Editorial Cideci Unitierra.
  - 2011: Derecho y emancipación. Quito: Corte Constitucional para el Período de Transición.
  - 2012: De las dualidades a las ecologías. La Paz: REMTE-Red Boliviana de Mujeres Transformando la Economía.
  - 2014: Derechos humanos, democracia y desarrollo. Bogotá: Centro de Estudios de Derecho, Justicia y Sociedad, Dejusticia.
  - 2014: Democracia al borde del caos. Ensayo contra la autoflagelación. Bogotá: Siglo Del Hombre Editores/Siglo XXI Editores.
  - 2014: Si Dios fuese un activista de los derechos humanos. Madrid: Editorial Trotta.
  - 2015: Revueltas de indignación y otras conversas. La Paz: OXFAM; CIDES-UMSA; Ministerio de Autonomías.
  - 2016: La difícil democracia. Una mirada desde la periferia Europea. Ediciones Akal.
  - 2017: Demodiversidad. Imaginar nuevas posibilidades democráticas. Editorial Trotta.
  - 2017: Justicia entre Saberes. Epistemologías del Sur contra el epistemicidio. Ediciones Morata.[15]
  - 2018: La bifurcaciones del orden. Revolución, ciudad, campo e indignación. Editorial Trotta.